# مودون، سوئیس
شهر مودون  در بخش مودون  در ایالت وو در کشور سوئیس  واقع شده‌است که  ۴٬۲۰۰  نفر  جمعیت دارد. به دلیل پوشش گیاهی خاص و گونه های مختلف ان منطقه که برای ادکلن سازی مناسب میباشد در ان منطقه شرکت های به خصوصی وجود دارد. از بزرگ ترین ان شرکت(مودون) که نام خود شهر را بر روی ان گذاشتن. 

## نگارخانه

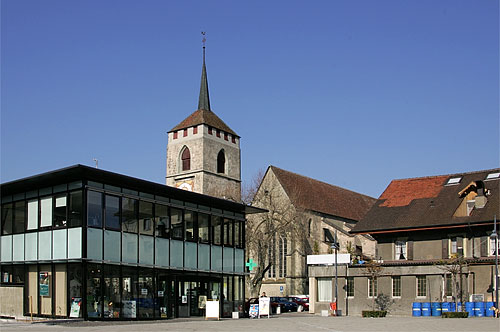
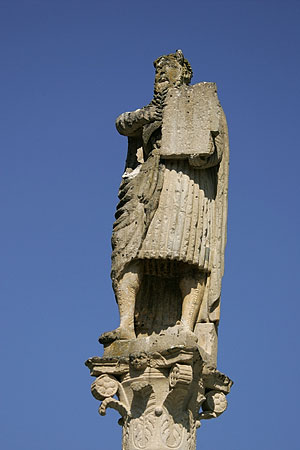
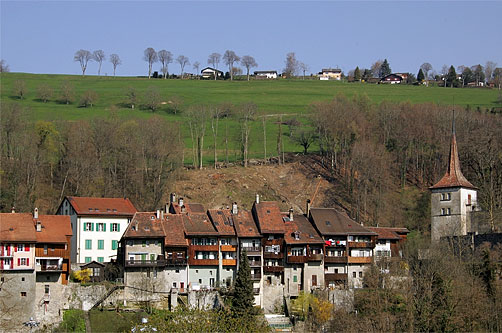
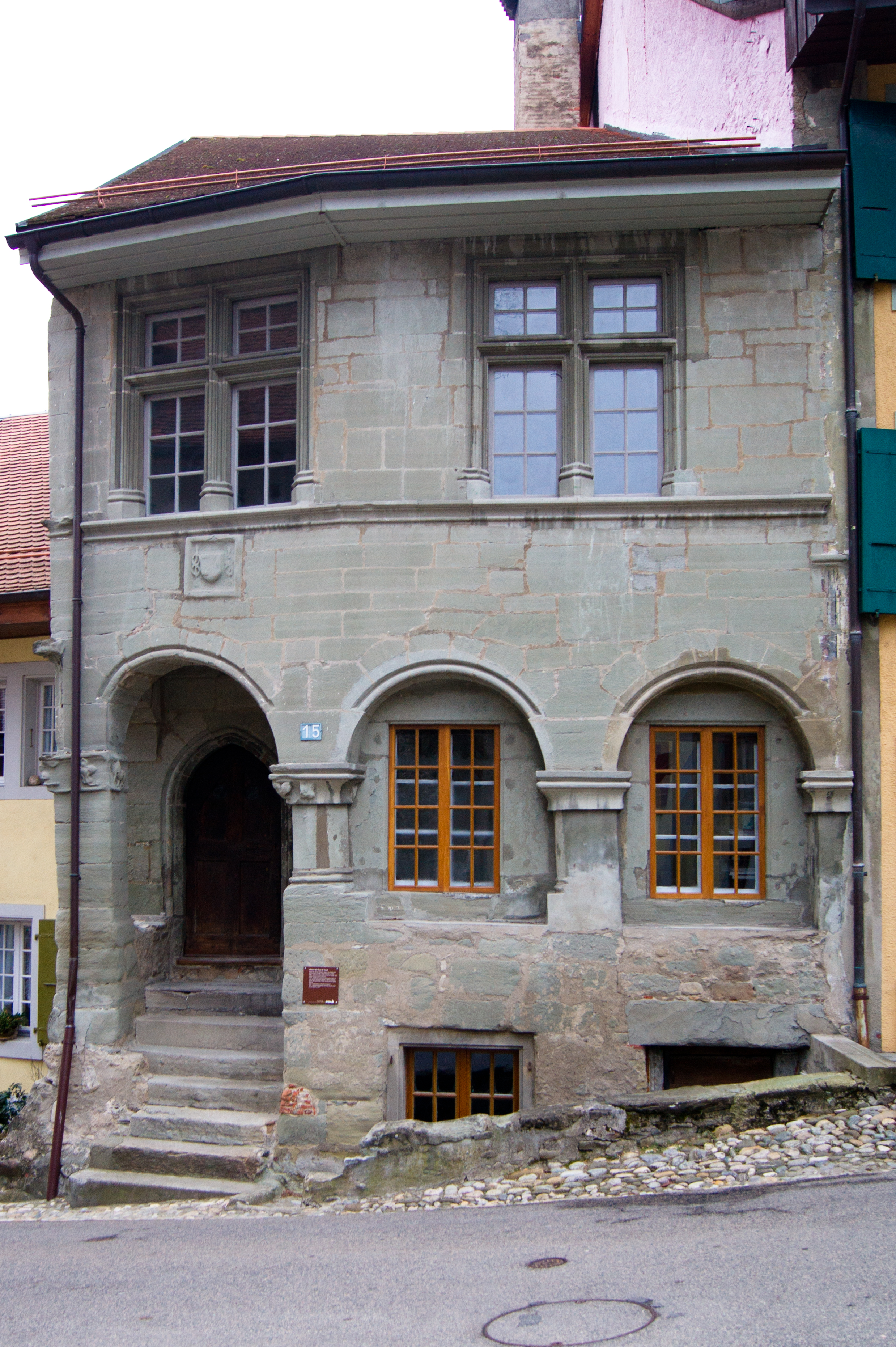